# 中村良夫 (景観学者)
中村 良夫（なかむら よしお、1938年4月3日 - ）は、日本の景観学者（景観工学、国土史）。東京工業大学名誉教授。

## 略歴
東京市（現港区）生まれ。東京都立日比谷高等学校を経て、1963年東京大学工学部土木工学科卒、日本道路公団入社、1965年東京大学工学部助手、1968年講師。1973年、工学博士（東京大学）。論文の題は「A theoretical approach to perspective image of highway alignment (道路線形の透視形態に関する理論的研究)」。1975年助教授、1976年東京工業大学助教授、1982年教授、1998年同名誉教授、京都大学大学院工学研究科教授。2002年定年退官。
主な政府自治体関係等委員は、
- 1986~1994 東京都都市美対策専門委員、
- 1986~1994 建設省道路審議会専門委員、
- 1992~1994 国土庁国土審議会専門委員、
- 1998~2000 国土庁首都機能移転調查研究委員会景観部会座長、
- 1994~1998 広島市都市デザイン委員会委員、
- 1995~1997 山形県土景觀計画作定委員会委員長、
- 1996~2004 文化庁文化財審議会専門委員、
- 2001~現在 関門景観審議会会長(北九州市、下関市)、
- 2000~現在 横須賀市都市景観審議会委員長、
- 2002~2004 文化庁国際文化交流懇談会委員、
- 1993~現在 国土交通省羽田沖合展開技術委員会委員、
- 1993~2004 国土交通省羽田空港デザイン委員会委員、
- 2003~2004 神戸2050 構想研究委員会座長、
- 2002~現在 UDC 景観大賞審查委員会座長、
- 2006~現在 日本風景街戦略委員会副委員長、
- 2008~現在 山形県景観審議会会長、など。

1982年『風景学入門』でサントリー学芸賞、土木学会著作賞受賞、2001年『風景学・実践篇』で土木学会出版文化賞受賞。
1983 国際交通安全学会賞。
手掛けた太田川環境護岸、古河総合公園は、ダンバートンオークス,ハーバード大学研究資料館現代景観デザインコレクション収蔵。
2006 土木学会功績賞。
2017年秋の叙勲で瑞宝中綬章を受章。

## 計画・設計
- 太田川環境護岸（土木学会デザイン賞特別賞）
- 多摩ニュータウン上谷戸橋
- 羽田エスプラナード（土木学会田中賞）
- 広島西大橋
- 古河総合公園（メリナ・メルクーリ国際賞）

## 著書
- 『土木空間の造形』技報堂 1967
- 『風景学入門』中公新書 1982
- 『風景学・実践篇 風景を目ききする』中公新書 2001
- 『風景を愉しむ風景を創る 環境美学への道』日本放送出版協会 NHK人間講座 2003 
  - 『風景を創る 環境美学への道』日本放送出版協会 NHKライブラリー 2004
- 『湿地転生の記 風景学の挑戦』岩波書店 2007
- 『風景からの町づくり』日本放送出版協会 2008
- 『都市をつくる風景 「場所」と「身体」をつなぐもの』藤原書店 2010
- 『風土自治 内発的まちづくりとは何か』藤原書店 2021

### 共編著
- 『サービス施設と道路景観工学』鈴木忠義,田村幸久共編著 技術書院 交通工学シリーズ 1973
- 『新体系土木工学 58 都市空間論』樋口忠彦、北村眞一、窪田陽一共著 技報堂出版 1993
- 『テラ 創景する大地 写真集』柴田敏雄写真 都市出版 1995
- 『国土の詩学 研ぎすませ風景感覚』編著 技報堂出版 1999
- 『名都の条件 研ぎすませ風景感覚』編著 技報堂出版 1999
- 日[ビ]貞夫写真 桑子敏雄共著「さがしてみよう日本のかたち」山と溪谷社

1、城、2003
2、庭園、2004
- 『環境と空間文化 建築・都市デザインのモチベーション』編著 学芸出版社 2005
- 『日本人はどのように国土をつくったか 地文学事始』上田篤,樋口忠彦共編 学芸出版社 2005
- 『風景とローカル・ガバナンス 春の小川はなぜ失われたのか』鳥越皓之,早稲田大学公共政策研究所共編 早稲田大学出版部 2014

翻訳
- ハンス・ローレンツ『道路の線形と環境設計』中村英夫共編訳 鹿島出版会 1976